# Malînivka, Petrove
Malînivka (în ucraineană Малинівка) este o comună în raionul Petrove, regiunea Kirovohrad, Ucraina, formată numai din satul de reședință.

## Demografie
Componența lingvistică a comunei Malînivka
     Ucraineană (97,15%)
     Română (2,03%)
     Alte limbi (0,81%)
Conform recensământului din 2001, majoritatea populației comunei Malînivka era vorbitoare de ucraineană (97,15%), existând în minoritate și vorbitori de română (2,03%).